# Lavoro straordinario
Per lavoro straordinario, anche conosciuto come straordinario lavorativo, a volte riportato al plurale straordinari e, più raramente, con il suo corrispettivo inglese overtime, si intende un orario di lavoro extra svolto all'infuori di quello standard. Il lavoro straordinario è tutelato in modi diversi a seconda del paese.

## In Italia
Il Decreto Legislativo n. 66/2003 della normativa italiana prevede che il numero massimo di ore consentite per ciascuna settimana sia di 48 ore, ovvero 40 ore da svolgere regolarmente più un massimo di 8 ore extralavorative. Lo stesso Decreto Legislativo impone un massimo di 250 ore di lavorative all'anno.
La disciplina originaria in tema è contenuta nell'art. 2108 comma 1 cod. civ., che dispone:
A fissare dei limiti temporali del ricorso allo straordinario provvedeva ancora il vecchio r.d.l. 692/1923, che sanciva 2 ore giornaliere o 12 ore settimanali, limite la cui fissazione, la legge 196/1997 delegava alla contrattazione collettiva (applicandosi quella legale solo in caso di inerzia) e il cui superamento era consentito nei casi di forza maggiore, pericolo, danno alla produzione o alle persone.

Sul punto il d.lgs. 66/2003 ha provveduto ad un riordino generale, subordinando ad esso, in ogni caso, l'assenso volontario del lavoratore. In questo senso, muove anche il Jobs Act:

(Legge n. 81/2015, art. 6, comma 2)
(art. 6, comma 8)
I vari C.C.N.L. - diversi per ogni settore di attività - trattano specificatamente questo argomento, pertanto non esiste una regola unica e spesso sono migliorativi rispetto alla legge, prevedendo ancora la volontarietà del lavoratore al lavoro straordinario ed il monte ore annuo effettuabile.
Per via dell'orario medio di lavoro, lo straordinario è retribuito ogni sei mesi, verificando se le ore superano una media di 40 per settimana. In assenza di una durata normale dell'orario di lavoro in 8 ore e di un limite tassativo allo straordinario (due ore al giorno), non sussiste più a priori una differenza fra orario normale e straordinario, e l'interessato non potrebbe nemmeno esercitare in concreto questo diritto.

### Limiti temporali
Il tetto massimo del lavoro straordinario si riferisce ora alla durata media dell'orario settimanale (che come abbiamo visto prima non può superare le 48 ore settimanali in riferimento ad un periodo di almeno 4 mesi) che in caso di superamento fanno scattare l'obbligo di segnalazione, in capo al datore di lavoro, che abbia impiegato all'uopo più di 10 dipendenti, alla direzione provinciale del lavoro.
La regolamentazione del ricorso viene lasciata direttamente alla contrattazione collettiva, richiamandosi quella legale solo in supplenza:
- preventivo accordo tra datore e lavoratore;
- tetto massimo di 250 ore annuali.

Il ricorso al lavoro straordinario è ammesso, in assenza di specifica individuazione della contrattazione collettiva nelle seguenti ipotesi:
- casi di eccezionali esigenze tecnico-produttive;
- casi di forza maggiore;
- eventi particolari.

Il Jobs Act (Legge n. 81/2015, art. 6) introduce un limite non derogabile al lavoro straordinario, pari al 25% delle ore di lavoro settimanali concordate, dove il rapporto non è già diversamente regolato da un contratto collettivo di lavoro.

#### Maggiorazioni retributive
L'art. 2108 cod. civ. prevede che il lavoro straordinario venga retribuito con una maggiorazione rispetto all'orario normale di lavoro. Tale maggiorazione in origine era prevista dal r.d.l. 692/1923 nella misura del 10%, mentre ora l'ammontare viene lasciato alla contrattazione collettiva, la quale può anche prevedere dei riposi supplementari (anche in alternativa all'eventuale maggiorazione retributiva).
Il Jobs Act (Legge n. 81/2015, art. 6, commi 2 e 6) per il lavoro supplementare e straordinario, anche per contratti a tempo parziale, eleva al 15% la percentuale di maggiorazione della retribuzione oraria globale di fatto, comprensiva dell'incidenza della retribuzione sugli istituti retributivi indiretti e differiti.
Un decreto del IV Governo Berlusconi del 21 maggio 2008, ha introdotto una tassazione ferma al 10% per le voci variabili del salario, fino a un massimale di 3.000 euro e 30.000 lordi di reddito annuo. La detassazione a favore delle imprese non vincola il datore di lavoro a una maggiore retribuzione del lavoro straordinario o dei premi, non sempre quindi è restituita in parte ai dipendenti.

#### La presunta incostituzionalità
Il decreto legislativo 66/2003, come modificato dal d.lgs 19 luglio 2004 n.213, presenterebbe secondo una interpretazione sindacale a cura della CGIL, presunti profili di incostituzionalità:
- rispetto ai principi delle leggi delega italiane (nº 39 del 2002 e art. 76 della Costituzione) perché:
  - viola due contenuti della direttiva: la clausola di non-regresso ed eccede gli ambiti della direttiva stessa, che non parla di ridefinizione della durata normale dell'orario di lavoro;
  - una legge delega o un decreto attuativo non possono intervenire nella definizione delle competenze dei contratti collettivi di diritto comune, che invece il decreto 66/2003 autorizza a derogare al tetto giornaliero di 13 ore di lavoro;
- nel merito:
  - il tetto giornaliero di 13 ore di lavoro medie viola l'art. 36, comma 2 della Costituzione ("La durata massima della giornata lavorativa è stabilita dalla legge") che non specifica se trattasi di durata media o di un limite tassativo, ma che come tale è inteso da una consolidata giurisprudenza;
  - la durata media dell'orario di lavoro settimanale viola l'art. 6, nº 1, della dir. nº 104 (ora art. 6, lett. a, dir. 2003/88), che prevede un limite interpretabile come tassativo dal testo della direttiva stessa;
  - la garanzia di 24 ore consecutive di riposo settimanale, derogabile in base all'art. 9, contraddice una giurisprudenza quarantennale.

#### Settimana corta
Nel 2022 il Contratto Collettivo Nazionale di Lavoro del settore bancario è stato il primo a introdurre il lavoro agile fino a 120 giorni l'anno e la settimana corta, composta da 4 giorni lavorativi da 9 ore ciascuno, su base volontaria e a stipendio invariato. Il precedente CCNL prevedeva 37.5 ore lavorative settimanali.
Nel febbraio 2023 il segretario della CGIL Maurizio Landini ha proposto di introdurre questa modalità anche in Italia.
La settimana corta è presente nei seguenti Paesi: Islanda, Spagna, Nuova Zelanda, Francia, Portogallo e Giappone. In Germania, la IG-Metall ha proposto la riduzione oraria da 35 a 32 ore per evitare i licenziamenti connessi alla transizione ecologica.

## Divieti di straordinario
I divieti di straordinario (overtime ban) sono un tipo di sciopero in cui i lavoratori si rifiutano di svolgere lavoro straordinario. Spesso organizzati in sindacati, i lavoratori possono scegliere questa forma di azione sindacale per negoziare una retribuzione più alta, migliori condizioni di lavoro o per scoraggiare un datore di lavoro dal licenziare. A differenza di un comune sciopero in cui i dipendenti di solito non lavorano nel loro normale orario di lavoro, i lavoratori che si impegnano nei divieti di straordinario sono in genere più tutelati. I datori di lavoro non possono infatti legalmente trattenere la normale retribuzione durante un divieto di straordinario se i dipendenti non violano i termini dei loro contratti rifiutandosi di svolgere lavoro straordinario.